# GRAND PRIX SPECIAL
『GRAND PRIX SPECIAL』（グランプリトクシュウ）は、エムオン・エンタテインメントが発行していた日本のモータースポーツ専門誌。内容はほとんどがF1に関するものだが、時にはインディカー・シリーズなどの話題も取り扱うことがある。

## 沿革
日本におけるF1ブーム元年である1987年秋にオートバイ雑誌『サイクルワールド』の増刊『F1グランプリ特集』として創刊。月刊誌の特性を生かした内容の濃い特集記事や技術解説が売りであった。
当初は不定期刊だったが、1989年より隔月刊化、1990年11月号 (Vol.17) より月刊化する。創刊20周年の節目となる2006年9月号より現在の誌名に変更された。その間に発行元はCBSソニー出版→ソニーマガジンズ→エムオン・エンタテインメントへと変わっている。
2014年10月号より誌面を大幅にリニューアルし、現行シーズンよりもF1ブーム期を回顧する路線へ移行。バックナンバーを収録したDVDが付属し、定価も税込1,580円に上昇した。
2015年12月21日発売の2016年1月号 (Vol.319) を最後に休刊となった。
1999年に『F1WEEK』という兄弟誌を発行するが一年で休刊している。また2005年より中国語版『方程式賽車』が中国本土で刊行された。

## 主な連載
- IN & OUT - F1全チームの動向解説。
- F1ブランド名鑑
- 突撃!ピットレポーター川井ちゃん（川井一仁 & 手塚かつのり）
- 黄金のF1タマゴ（今宮雅子）
- クリッピングポイント（今宮純）
- モデルフォーラム（あさのまさひこ）- F1関連のプラモデルやメタルモデルなどを紹介。
- スピンオフ（岡部いさく）- 航空機とF1に共通するテクノロジーを取り上げる。
- 堂本光一のF1賛歌